# Kankerbach (Partnach)
Der Kankerbach (auch Kanker, im Oberlauf Köchelgraben) ist ein 11 km langer, rechter Zufluss der Partnach. Als Köchelgraben entspringt der
Bach in der Nähe des Schlosses Kranzbach. Die Bezeichnung Kankerbach erhält das Gewässer nach der Einmündung des Aschenmoosbaches. Der Kankerbach fließt dann von Ost nach West in einem Tal zwischen dem Wamberg-Sattel im Süden und
dem Estergebirge im Norden und nimmt zahlreiche weitere kleinen Bächen und Gräben auf (Gütlegraben, Altenbach, Ellergraben, Wamberger Graben).
Er knickt dann nach Nordwesten ab und durchfließt Teile Partenkirchens, wo der Faukenbach einmündet. Der Kankerbach mündet noch innerhalb des Ortsgebiets von Partenkirchen in die Partnach.
Während des Pfingsthochwassers 1999 überschwemmte der Kankerbach weite Teile von Partenkirchen, da das enge, teilweise überbaute
Gerinne die Wassermassen nicht mehr aufnehmen konnte.
Die Schäden betrugen ca. 25 Millionen Euro und es war ein Todesopfer zu beklagen.
Dieses Ereignis führte in der Folge zu Hochwasserschutzmaßnahmen. Der Rückhaltebereich in der Nähe des Klinikums Garmisch-Partenkirchen wurde ausgebaut und
von dort ein zumeist unterirdischer Überleiter zur Partnach angelegt.
Außerdem wurde das Gerinne im Ortsbereich von Partenkirchen erweitert und neu gestaltet.

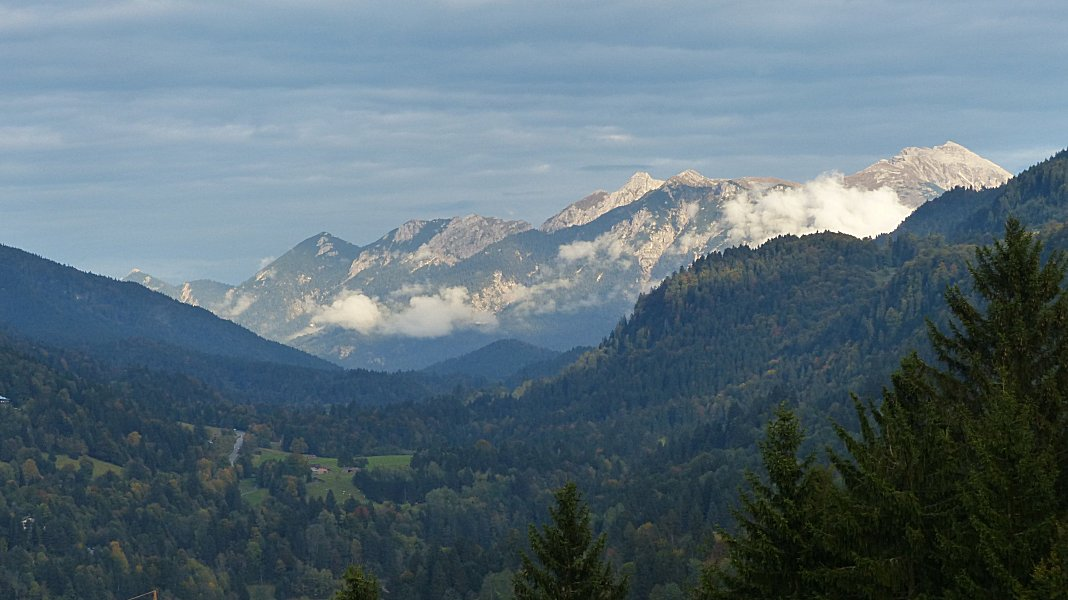
Blick von Garmisch nach Osten ins Kankertal. Rechts der Wamberg-Sattel, rechts im Hintergrund die Soiernspitze
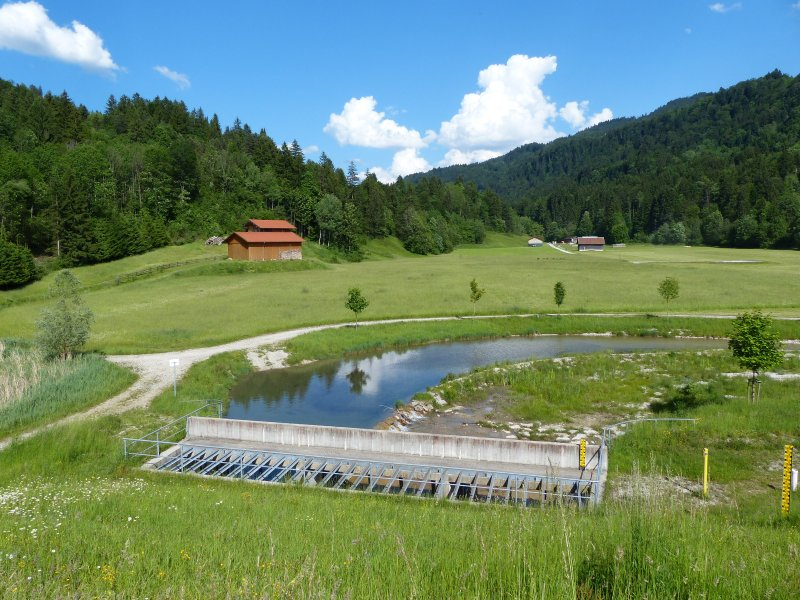
Hochwasserschutzanlage nahe dem Klinikum Garmisch-Partenkirchen
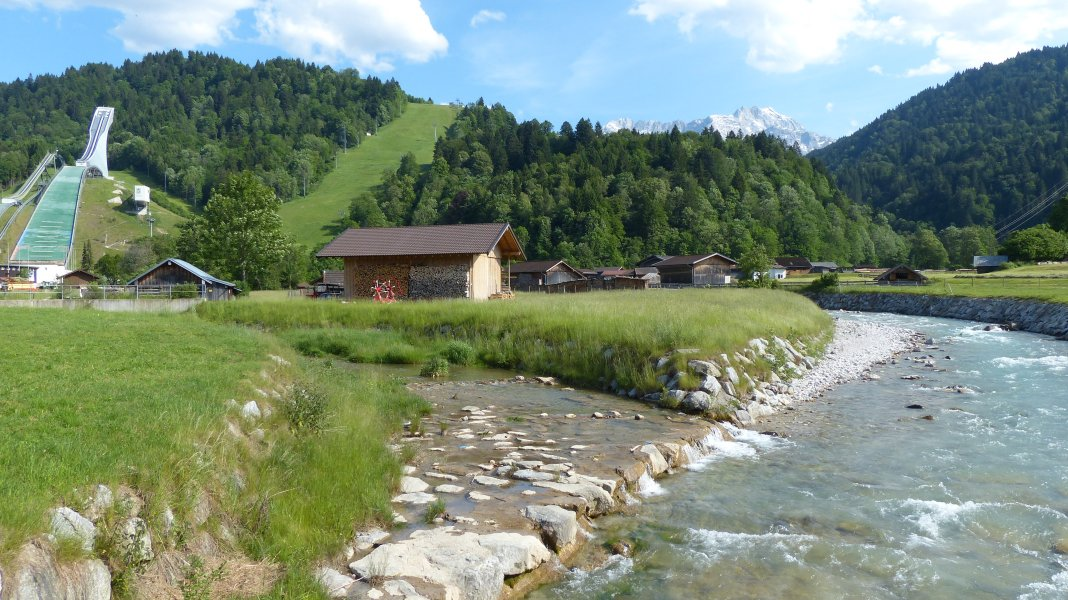
Einmündung des Kanker-Überleiters in die Partnach. Links im Hintergrund die Olympia-Sprungschanzen, rechts am Horizont die Dreitorspitze
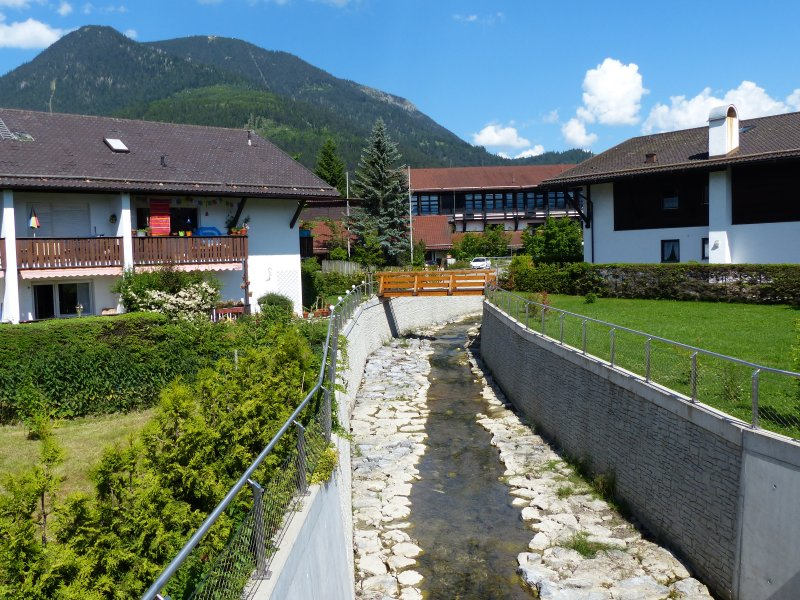
Das neu angelegte Gerinne des Kankerbachs in Partenkirchen. Im Hintergrund der Wank
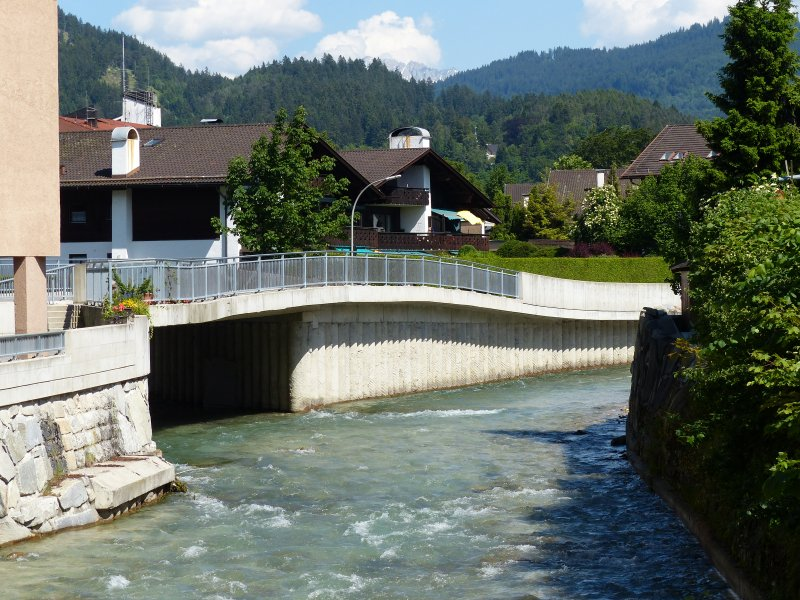
Einmündung des Kankerbachs (unter der Brücke) in die Partnach